# Ілля Король
Король Ілля (нар. 1969 р.) — австрійський скрипаль, альтист, диригент українського походження.

## Життєпис
Майбутній скрипаль народився у Києві, отримав освіту у Московській консерваторії. Зараз живе у Австрії.

## Творчість
Головні напрям творчості Короля — старовинна музика та власне автентичне виконання.
Серед найвизначніших спільних виступів можна відзначити роботу з колективами "Віденська академія", Musica Antiqua Köln, Musica Angelica тощо. Також деякий час брав участь в ансамблях Antiqua Austria і Clemencic Consort.
У співпраці із гобоїсткою Юлією Моретті створив камерний оркестр під назвою moderntimes_1800. Це об'єднання виступало разом зі знаменитими солістами та диригентами, в числі яких Рейнхард Гебель, Рене Якобс, Анна Прохазка та багато інших. 
Ілля проводим майстер-класи у безлічі міст: Москва, Відень, Белград, Інсбрук, Лос-Анджелес.
У 2008-2010 роках зайнявся викладацькою діяльністю у Зальцбургському університеті Моцартеум, де вів предмет зі старовинної музики.